# Sci-fi film

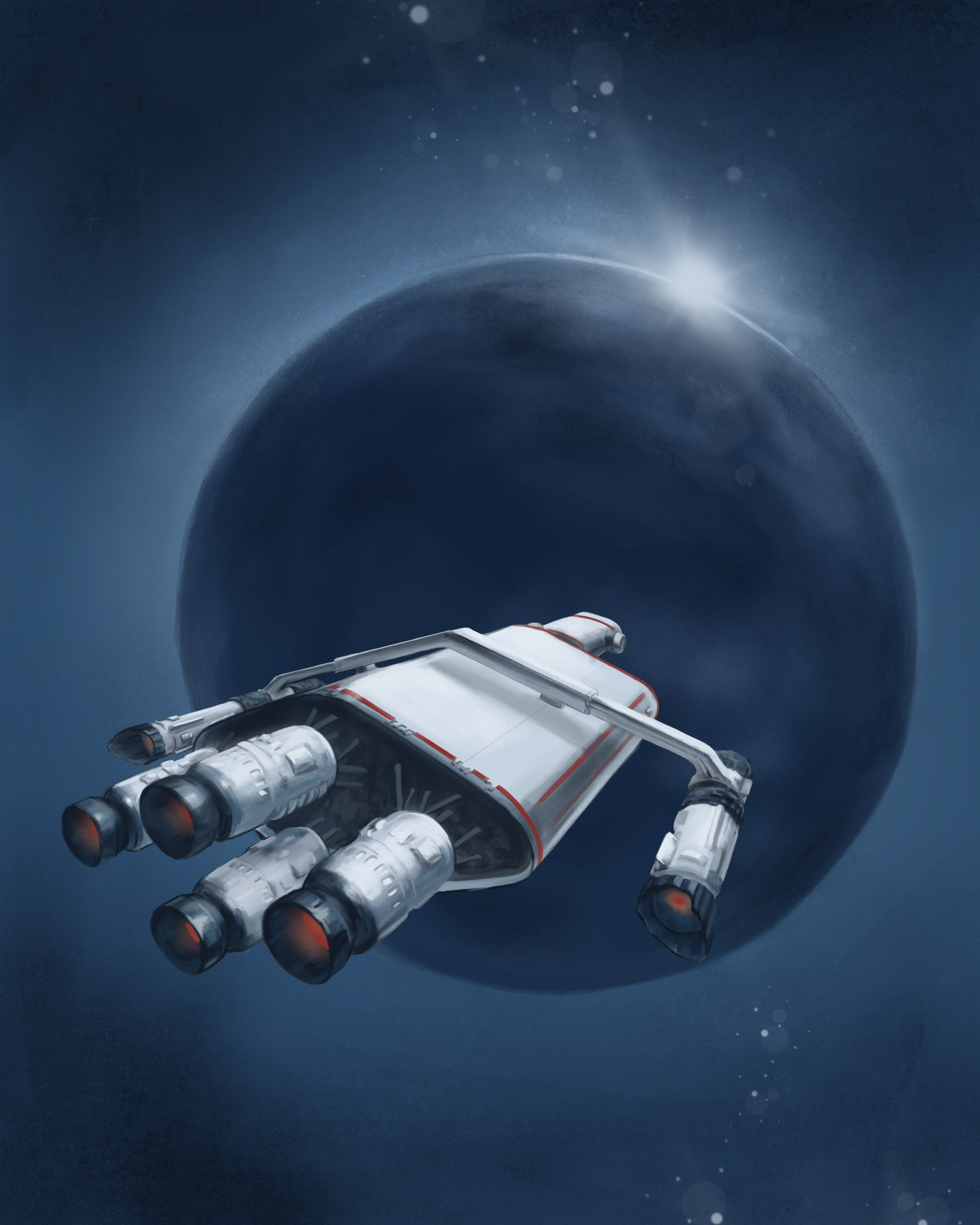

Sci-fi film, celým názvem science-fiction film, česky jako vědecko-fantastický film, je filmový žánr, které rozvijí myšlenky moderní vědy a techniky, ale posouvá je do vymyšlené až fantastické roviny. Filmy tohoto žánru často obsahují témata, jako jsou mimozemšťani, roboti, cestování v čase, daleké cesty do vesmíru či vývoj lidstva v budoucnosti.
Sci-fi se objevuje v kinematografii od samého počátku, ale až na občasné výjimky měl velmi dlouhou dobu spíše pověst laciné a senzachtivé zábavy. Teprve s příchodem filmů jako 2001: Vesmírná odysea a především Star Wars se stal plnohodnotným žánrem, který dnes patří mezi nejpopulárnější.
Zobrazuje svět, který se (obvykle v budoucnu) změnil tak, jak to předpokládá dosavadní rozvoj vědy a techniky; tím se liší od utopie.

## Počátky sci-fi filmů

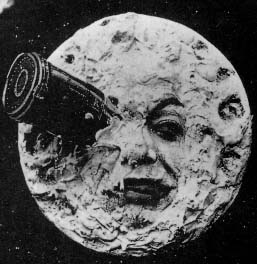
Obrázek z filmu Cesta na Měsíc od režiséra George Meliése

Za první sci-fi film se považuje film Cesta na Měsíc (1902) od francouzského režiséra George Meliése. Pomocí důmyslných fotografických efektů představil cestu pozemské posádky až na Měsíc, kde se potkají s místními obyvateli.
Mnohem zajímavější sci-fi filmy vznikaly tehdy v Evropě. Kromě raných speciálních efektů nabídly také zajímavější příběh a kladly si otázky o budoucím vývoji lidstva. Sovětský film Aelita, kráska z Marsu (1924) vypráví o cestě pozemšťana na Mars, kde se postaví do čela lidového povstání. Za mezník v žánru sci-fi se považuje německý expresionistický film Metropolis od režiséra Fritze Langa, který ukazuje antiutopickou budoucnost naší civilizace a vypráví o milostném příběhu dvou lidí z různých kruhů společnosti.

## Sci-fi monstra
Od 30. do 50. let se nejvýznamnější sci-fi filmy točily opět v USA a Hollywoodu. Popis vzdálené budoucnosti a fascinace technickými vynálezy a možnostmi lidstva se promítla do filmů jako Just Imagine či Things to Come, které popisovaly naší budoucnost jako místo, kde se budou prohánět létající auta a celý svět je propojen telefonní sítí připomínající dnešní internet. Prvním slavným sci-fi hrdinou se stal v roce 1936 Flash Gordon, i když podobně jako o čtyři desetiletí později se Star Wars, se tento příběh hrdiny bojujícího za osud celého vesmíru, bere částečně jako fantasy.
30. léta bylo také období, kdy začaly vznikat nejslavnější adaptace klasických literárních monster jako Frankenstein, Dr. Jekyll a pan Hyde či Neviditelný muž. I když se stále jednalo většinou o horory, díky své podstatě (nepovedený pokus vědce) byly brány jako sci-fi filmy a založily subžánr sci-fi hororů. Nejslavnější monstrum té doby ale vzniklo na základě původního námětu - a tím byl King Kong. Tehdy nová technika tzv. stop-motion triků použitá pro animaci pohybů obrovské gorily řádící v New Yorku nadchla publikum a King Kong se zařadil mezi první skutečné sci-fi ikony.
Odpovědi na amerického King Konga byla japonská Godzilla, obrovský netvor útočící na Tokio. První Godzilla vznikla v roce 1954, ale brzy následovaly desítky dalších monster jako Mothra nebo Rodan. Příběhy těchto monster se často prolínaly a daly tak vzniknout jedné z prvních filmových sérií.

## Sci-fi jako seriózní žánr
Zatímco Godzilla byla chápána jako komplex z japonské prohry v druhé světové válce, v USA se strach ze studené války promítl do sci-fi žánru jinak. 50. léta byla ve znamení útoku mimozemšťanů v různých podobách a formách, což bylo chápáno jako obava z možného útoku Sovětského svazu. Nejslavnějšími filmy té doby jsou snímky jako Den, kdy se zastavila Země, Válka světů, Věc, Zakázaná planeta nebo Invaze uchvatitelů těl. Do žánru sci-fi se poprvé ve velkém dostaly prvky jako létající talíře či roboti, a to vše vykreslené jako válečné filmy, kde lidstvo s mimozemšťany prohrává. Vzniklo tak katastrofické sci-fi.
Jak tragicky by mohla dopadnout budoucnost lidstva ukázal v roce 1959 sci-fi film Na pláži a otevřel tak novou kapitolu žánru, který kromě přehlídky vizuálních efektů nabízí také hlubší zamyšlení a dramatické poselství. Milníkem se staly dva zásadní sci-fi filmy uvedené v roce 1968. Prvním byla 2001: Vesmírná odysea, filozofické podobenství o vývoji lidstva od pravěku až po vzdálenou budoucnost. Druhým byla Planeta opic, která začíná jako obyčejné dobrodružství posádky vesmírné lodi na cizí planetě obývané pouze opicemi, ale díky své šokující pointě poukázala na nebezpečí válečných konfliktů.
Neradostná budoucnost, kde lidé musí často přežívat v totalitní společnosti, se stala tématem pro většinu sci-fi filmů i v 70. letech - vznikla vlna antiutopických sci-fi jako THX 1138, Silent Running, Zardoz, Soylent Green, Westworld, Rollerball či Loganův útěk, O vážné sci-fi byl zájem i mimo Hollywood, v Sovětském svazu vznikly tehdy hned 2 zásadní sci-fi filmy, které sice sázely především na dlouhé dialogy a hluboké zamyšlení, ale stále patří mezi (filozofické) sci-fi. Oba dva natočil sovětský režisér Andrej Tarkovskij - jsou to Solaris a Stalker.

## Sci-fi po uvedení Star Wars
Za opravdový milník v žánru sci-fi se považuje uvedení Star Wars v roce 1977. I když dobrodružství Luka Skywalkera v boji proti zlému Impériu za svobodu celé Galaxie nese spíše znaky fantasy (vymyšlené planety, magické schopnosti Síly), ohromující bitvy vesmírných lodí, souboje světelnými meči a zástupy různých mimozemských ras řadí film více do sci-fi. Ale především mohutný zvrat v technickém provedení (revoluční speciální efekty), vyprávění (ponuré přemýšlivé filmy střídá nadšené dobrodružství) a propagace (prodeje hraček s motivy hlavních hrdinů) učinilo ze Star Wars fenomén, jenž sci-fi proměnilo v jeden z nejdůležitějších žánrů. Na velký finanční úspěch prvních Star Wars navázaly brzy další dva díly - Impérium vrací úder a Návrat Jediů.
80. léta přinesla díky úspěchu Star Wars nevídané množství sci-fi filmů, které ohromovaly svými náměty, perfektním zpracováním, kvalitním obsazením a diváckými úspěchy. Filmového zpracování se dočkal populární sci-fi seriál Star Trek. Mimozemšťané se opět staly populárním tématem, ať už se jednalo o ty hodné (Blízká setkání třetího druhu, E.T., Starman) nebo zlé (Vetřelec, Predátor, Věc).  Cestování v čase jako dávný prvek sci-fi knih od dob H.G. Wellse proniklo i do širšího povědomí díky sériím jako Terminátor nebo Návrat do budoucnosti. Také roboti, počítače a technika se staly důležitým tématem, kromě Terminátora patří mezi nejdůležitější filmy tehdejší dekády Robocop či Tron. Nástup akčního filmu v 80. letech se prolnul i do sci-fi a vznikl tak nový subžánr akčních sci-fi.
Jednou z mála výjimek, kdy se tvůrci sci-fi snažili o víc než jen o akční scény a přehlídku speciálních efektů, byl Blade Runner, který vypráví o pátrání detektiva po zběhlých androidech v antiutopické budoucnosti, kde lidstvo pomalu opouští zničenou Zemi. Film ale na rozdíl od většiny sci-fi filmu tehdy propadl a svého ocenění se dočkal až postupně. Podobně komerčně neúspěšné, ale kriticky dobře přijaté byly další filmy na podobné téma jako 1984, Brazil a o dekádu později 12 opic. Jinak byla ale budoucnost podle filmařů většinou jen příležitostí k dalším akčním přehlídkám, jako ukázal například Šílený Max.

## 90. léta až současnost
S prudkým rozvojem počítačových efektů se sci-fi stalo hlavním žánrem v 90. letech, kdy díky rekordním rozpočtům vznikaly do té doby neviděné atrakce jako jsou oživlí dinosauři v Jurském parku, masivní invaze mimozemšťanů v Dnu nezávislosti, dopad asteroidu v Armageddonu, exotické cizí planety v Pátém elementu či proměny robota do různých podob v Terminátorovi 2. Vrcholem filmového sci-fi 90. let, který vycházel z knižního subžánru kyperpunku a inspiroval se japonskými anime jako Akira nebo Ghost in the Shell byl americký Matrix v roce 1999. Ten kromě působivých bojových scén či akčních honiček přinesl mnoho ještě dalších originálních námětů, kde nechybí role lidstva v postapokalyptické budoucnosti ovládané umělou inteligencí.
Počátek tisíciletí byl v žánru sci-fi ve znamení nové trilogie Star Wars či nastupující série Transfomers, ale také několika zajímavých filmů od talentovaných režisérů, kteří vizuální působivost kvalitně propojili s originálním námětem a nabídli vzrušující podívanou z budoucnosti či dalekého vesmíru. Takové jsou filmy jako Minority Report, Sunshine, District 9 či Potomci lidí. Největším úspěchem žánru sci-fi byl v roce 2009 film Avatar, který se stal průkopníkem v použití motion capture triků, oživil zájem o 3D projekci a je do dnešního dne nejúspěšnějším filmem všech dob.
Nástup komiksových superhrdinů jako Avengers přebral od sci-fi před několika lety štafetu nejpopulárnějšího žánru. Zatímco dříve se většinou fantastický zrod superhrdinů řadil také do sci-fi, dnes už má díky odlišným pravidlům svojí kategorii a pouze několik z nich byl splnilo klasickou definici sci-fi (Strážci Galaxie, Thor).
Sci-fi jako žánr dál existuje, buď prostřednictvím pokračování či restartu populárních sérii z minulosti jako jsou Vetřelci, Predátoři, nová Planeta opic, nová Godzilla, čtvrtý Šílený Max či druhý Blade Runner. Zároveň se rodí i nízkorozpočtové originální filmy, které využívají jen jeden z námětů sci-fi a rozvíjí ho minimálních kulisách - například Zdrojový kód či Looper, Moon nebo Ex-Machina.
Za nejvýznamnější úspěch žánru je považováno přiblížení se sci-fi i ke kritickému ocenění. Zatímco dříve bylo sci-fi chápáno především jako laciná zábava pro pár nadšenců, později jako drahá zábava pro masy, aktuálně vzniká hodně ambiciózních snímků, které mají díky svému stylu blíže k dramatu a tudíž i blíže například k nominacím na Oscara. Tam patří například Gravitace, Interstellar, Marťan či Příchozí.

## České a československé sci-fi filmy
Sci-fi žánr je většinou doménou Hollywoodu, ale několik zajímavých sci-fi vzniklo i na území Česka. Mezi ty první řadíme filmy jako Bílá nemoc či Krakatit, které už ve 30. letech minulého století poukázaly na nebezpečí blížící se druhé světové války. V 50. a 60. letech se nesmazatelně zapsal i do dějin světové sci-fi kinematografie režisér Karel Zeman, který ve svých filmech, často inspirovaných knihami Julese Verna, nechal pomocí převratných triků oživit dinosaury (Cesta do pravěku), cestovat na jiné planety (Na kometě) či bojovat se šílenými vědci (Vynález zkázy). Svébytným žánrem se v 70. letech staly sci-fi komedie od jednoho z dvojice Václav Vorlíček a Miloš Macourek - jako Kdo chce zabít Jessii?, Což takhle dát si špenát, Pane, vy jste vdova!, Zabil jsem Einsteina, pánové… či Zítra vstanu a opařím se čajem. Nejslavnějším sci-fi filmem českého resp. československého původu je bezesporu Ikarie XB-1, která popisuje dramatický let vesmírné posádky ke vzdálené hvězdě.